# Denílson Lourenço
Denílson Lourenço (ur. 11 maja 1977) – brazylijski judoka. Dwukrotny olimpijczyk. Zajął 21. miejsce w Pekinie 2008 i odpadł w eliminacjach w Sydney 2000. Walczył w wadze ekstralekkiej.
Uczestnik mistrzostw świata w 2005 i 2009, a także trzeci w drużynie w 2008. Startował w Pucharze Świata w latach 2000 i 2007-2011. Wicemistrz igrzysk panamerykańskich w 1999. Zdobył trzy medale mistrzostw panamerykańskich w latach 2000 - 2007. Trzykrotnie na podium mistrzostw Ameryki Południowej. 

## Letnie Igrzyska Olimpijskie 2000
| Konkurencja | Eliminacje            | Klas. końcowa |
| Konkurencja | Przeciwnik I          | Miejsce       |
| ----------- | --------------------- | ------------- |
| 60 kg       | Natik Bagirov (BLR) P | 21.           |

## Letnie Igrzyska Olimpijskie 2008
| Konkurencja | Eliminacje             | Eliminacje             | Klas. końcowa |
| Konkurencja | Przeciwnik I           | Przeciwnik II          | Miejsce       |
| ----------- | ---------------------- | ---------------------- | ------------- |
| 60 kg       | Maksym Korotun (UKR) Z | Pavel Petřikov (CZE) P | 21.           |